# EUROSAI
EUROSAI (European Organization of Supreme Audit Institutions) är den europeiska delen av INTOSAI (International Organization of Supreme Audit) som internationella samordnar överordnade revisionsorganisationer.
För närvarande består EUROSAI av 50 medlemmar: 49 revisionsorganisationer samt Europeiska revisionsrätten (European Court of Auditors, ECA).
INTOSAI består av 191 fullvärdiga medlemmar: de överordnade revisionsorganisationerna (Supreme Audit Institutions (SAIs)) i 190 länder samt Europeiska Revisionsrätten (och 4 associerade medlemmar) och är en stödorganisation till FN.

## Historia
EUROSAI bildades 1990 med 30 medlemmar (revisionsorganisationer från 29 europeiska länder samt Europeiska Revisionsrätten). Idag är 50 revisionsorganisationer medlemmar  samt Europeiska Revisionsrätten).
Trots att EUROSAI är den yngsta av INTOSAI:s sju regionala organisationer väcktes idén om en europeisk organisation för högre revisionsorgan redan 1953 när INTOSAI grundades. De första stegen mot EUROSAI:s bildande togs 1974 på den åttonde INTOSAI-kongressen i Madrid. Mellan 1975 och 1989 banade sedan Italien och Spanien vägen för EUROSAI genom att ta fram de första utkasten till EUROSAI:s stadgar, med hjälp av kontaktkommittén bestående av ordförandena för de överordnade revisionsorganisatioerna. Den trettonde INTOSAI-kongressen i Berlin i juni 1989 antog Berlindeklarationen som omfattade en överenskommelse om att upprätta den europeiska organisationen.
I november 1990 hölls den konstituerande konferensen och den första EUROSAI-kongressen i Madrid. 

## Uppgifter
Organisationens mål anges i artikel 1 i stadgarna och innebär att främja professionellt samarbete bland organisationens medlemmar i syfte att uppmuntra till utbyte av information och dokumentation, att främja undersökningen av revision i den offentliga sektorn, att stimulera universitetsprofessurer i ämnet och att arbeta för en harmonisering av terminologin på området.

## Strategisk plan
Den strategiska planen för 2011-2017 antogs av den åttonde EUROSAI-kongressen i Lissabon. Denna första strategiska plan definierar organisationens uppdrag, vision och värderingar:
- Uppdrag: EUROSAI är organisationen för Europas överordnade revisionsorganisationer. Dess medlemmar arbetar tillsammans för att stärka revisionen i den offentliga sektorn i regionen och bidrar därmed till INTOSAI:s arbete.
- Vision: EUROSAI främjar god förvaltning, bland annat offentlighet, transparens och integritet. Organisationen utgör ett dynamiskt ramverk för samarbete och hjälper sina medlemmar att leva upp till sina mandat på bästa möjliga sätt.
- Värderingar: Oberoende, integritet, professionalism, trovärdighet, öppenhet, samarbete, innovation, hållbarhet, respekt för miljön.

Planen baseras på fyra strategiska mål som återspeglar organisationens medlemmars behov och prioriteringar:
- Mål, team 1 – Kapacitetsuppbyggnad: Att bygga upp de revisionsorganisationernas kapacitet innebär att utveckla färdigheter, kunskaper, strukturer och arbetssätt som leder till en effektivare organisation, samtidigt som man utnyttjar befintliga styrkor och åtgärdar brister och svagheter. EUROSAI arbetar för att underlätta utvecklingen av starka, oberoende och högt professionella revisionsorganisationer.
- Mål, team 2 – Professionella standarder: För att kunna genomföra sina uppgifter på ett kompetent och professionellt sätt behöver revisionsorganisationrna ett aktuellt ramverk av professionella, internationella standarder. INTOSAI tar fram en rad sådana standarder. EUROSAI kommer att främja och underlätta implementeringen av dessa standarder genom att ge sina medlemmar stöd utifrån aktuella uppgifter och behov.
- Mål, team 3 – Kunskapsdelning: För att stärka revisionen i den offentliga sektorn och offentlighet, god förvaltning och transparens i regionen har EUROSAI som mål att öka delningen av kunskap, information och erfarenhet mellan sina medlemmar och med externa partner.
- Mål, team 4 – Förvaltning och kommunikation: För att kunna utföra sitt uppdrag på ett effektivt sätt och för att bättre kunna hantera kraven från sina medlemmar måste EUROSAI förvaltas på ett bra sätt. Den nuvarande modellen har utformats i enlighet med principerna om god förvaltning och effektiv kommunikation. Den återspeglar också de strategiska målen och uppmuntrar till största möjliga delaktighet av organisationens högre revisionsorgan samt skapar starka band mellan de olika EUROSAI-organen som är involverade i implementeringen av den strategiska planen.